# Grateful Dead from the Mars Hotel
From the Mars Hotel je sedmé studiové album skupiny Grateful Dead, poprvé vydané v roce 1974 u Grateful Dead Records. Celkově se jedná o druhé album, které u tohoto vydavatelství vyšlo.

## Seznam skladeb
| Strana 1 | Strana 1       | Strana 1       | Strana 1 |
| Pořadí   | Název          | Autor          | Délka    |
| -------- | -------------- | -------------- | -------- |
| 1.       | U.S. Blues     | Hunter, Garcia | 4:42     |
| 2.       | China Doll     | Garcia, Hunter | 4:10     |
| 3.       | Unbroken Chain | Lesh, Peterson | 6:46     |
| 4.       | Loose Lucy     | Garcia, Hunter | 3:22     |

| Strana 2       | Strana 2           | Strana 2       | Strana 2 |
| Pořadí         | Název              | Autor          | Délka    |
| -------------- | ------------------ | -------------- | -------- |
| 1.             | Scarlet Begonias   | Garcia, Hunter | 4:19     |
| 2.             | Pride of Cucamonga | Lesh, Peterson | 4:17     |
| 3.             | Money Money        | Barlow, Weir   | 4:23     |
| 4.             | Ship of Fools      | Garcia, Hunter | 5:27     |
| Celková délka: | Celková délka:     | Celková délka: | 37:26    |

## Sestava

### Grateful Dead
- Jerry Garcia – sólová kytara, zpěv
- Bob Weir – rytmická kytara, zpěv
- Phil Lesh – basová kytara, zpěv
- Keith Godchaux – klávesy, zpěv
- Donna Jean Godchaux – zpěv
- Bill Kreutzmann – bicí

### Hosté
- John McFee – pedálová steel kytara
- Ned Lagin – syntezátor